# Course automobile Paris-Madrid
La Course automobile Paris-Madrid via Bordeaux est une course qui n'a connu qu'une seule édition. Elle est considérée comme étant le VIIIe Grand Prix automobile de l'ACF. Commencée le dimanche 24 mai 1903 à 3 h 30 du matin à Versailles et initialement prévue pour s'étendre sur trois journées, les 24, 26 et 27 mai, elle est arrêtée par les autorités avant son terme, à Bordeaux, en raison du grand nombre d'accidents, dont l'un coûte la vie au pilote Marcel Renault.

## Organisation
En octobre 1902, l'Automobile Club de France décide de tenir une course automobile entre les deux capitales. Les inscriptions sont ouvertes à la mi-janvier et, rapidement, les principaux constructeurs s'inscrivent. Au total, 315 concurrents sont inscrits : prendront part au départ de la course 127 automobiles, 23 voiturettes et 47 motocyclettes.

## La course
La traversée des villes est neutralisée. Les bolides doivent se frayer un passage sur des routes sans revêtement où il y a tellement de poussière que la « navigation » se fait par rapport aux arbres qui bordent et au milieu de spectateurs enthousiastes et inconscients du danger.
Parti second, Louis Renault parvient le premier à Bordeaux dans le temps de 5 h 29 min 39 s après avoir atteint 140 km/h au bas d'une côte. Néanmoins, Fernand Gabriel sur son « torpilleur Mors », parti quatre-vingt-deuxième, surgit à 12 h 31. Il a parcouru les 552 km en 5 h 13 min 31 s, soit à plus de 105 km/h de moyenne.
Le succès populaire est immense mais le gouvernement français, déjà peu favorable du fait d'antécédents (comme le Paris-Berlin 1901), malgré le poids économique en forte croissance de cette industrie, décide de bloquer la course à Bordeaux, au vu des accidents et du nombre de victimes.

## Accidents et victimes

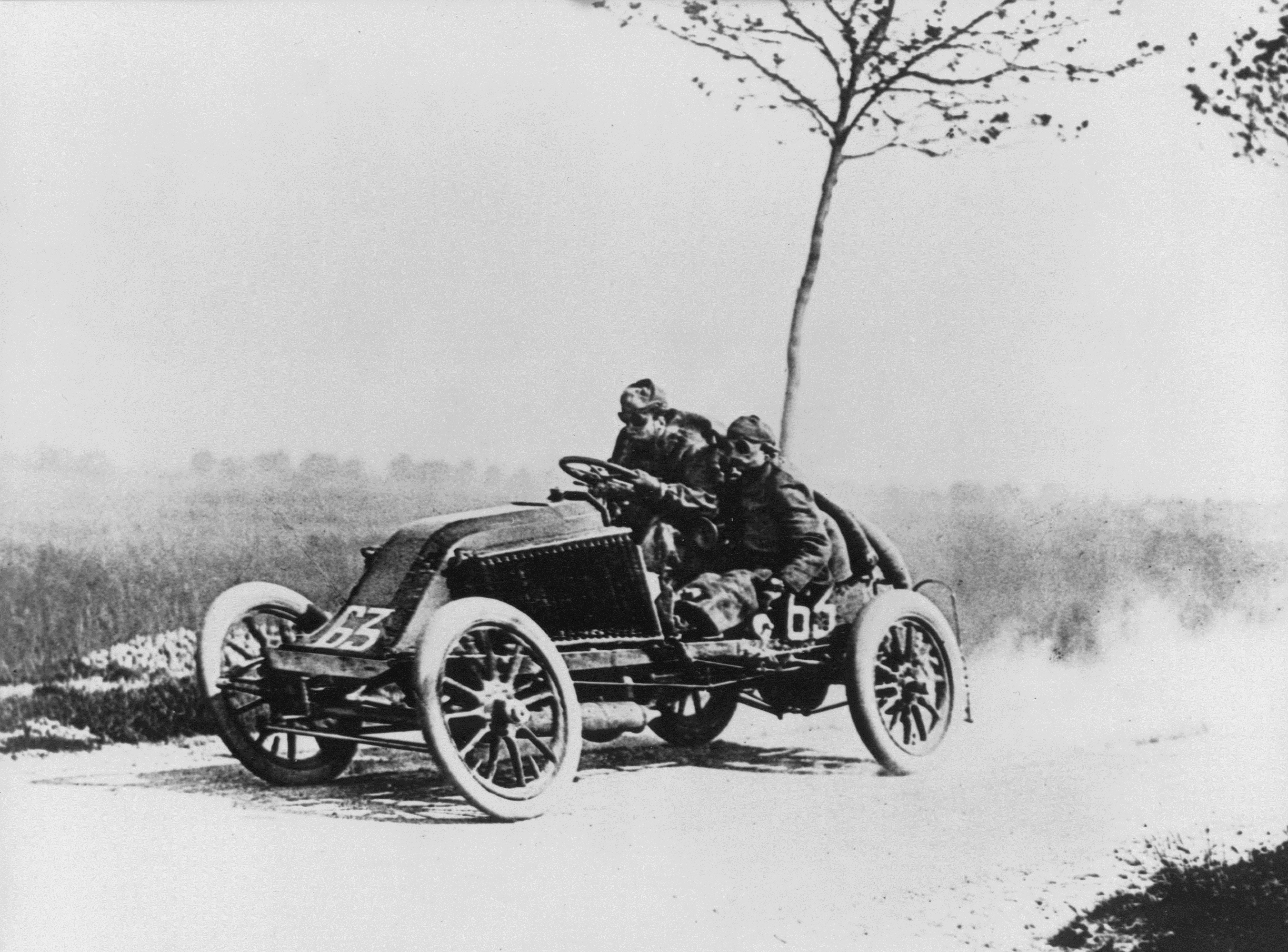
La voiture de Marcel Renault.

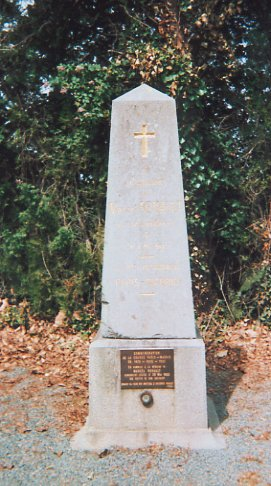
Monument à la mémoire de Marcel Renault, à Couhé-Vérac.

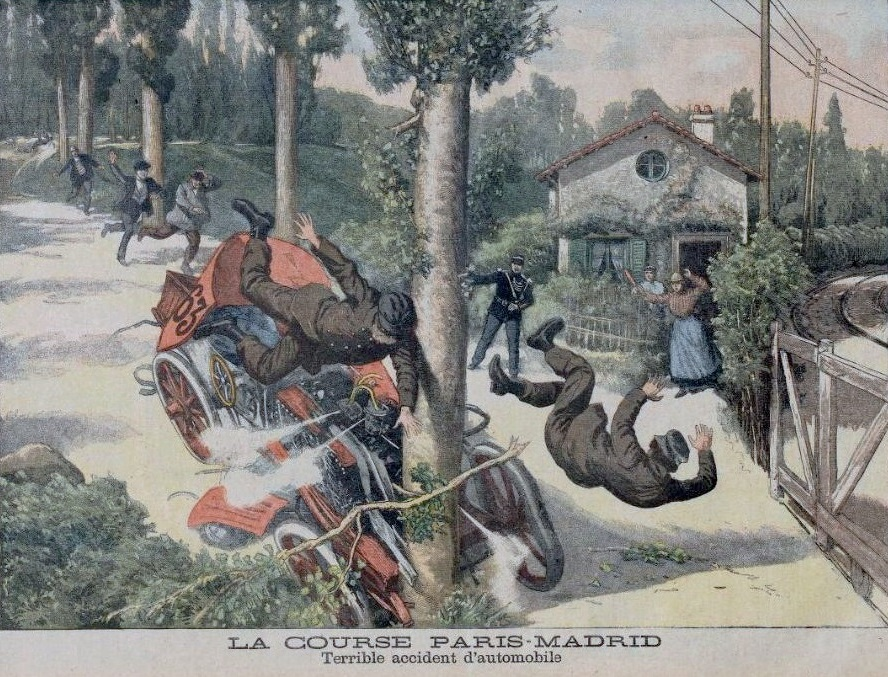
La Course Paris-Madrid 1903 - Terrible accident automobile (supplément du Petit Journal, voiture no 63 de Marcel Renault).

Le premier accident survient au passage à niveau de la ligne de Paris à Tours, à deux kilomètres de Bonneval. La voiture 243, conduite par Porter, prend feu et le malheureux chauffeur, tombé en dessous, meurt carbonisé.
Deuxième accident à Ablis : une automobile surprend une femme qui traverse la route et la tue sur le coup.
À quelques kilomètres de Poitiers, la machine de Marcel Renault verse dans un fossé ; lui-même est projeté à six mètres. Il est transporté à Couhé-Vérac dans un état désespéré.
Trois kilomètres après Angoulême, le coureur Touran sur Brouhot décolle d'un pont, provoquant la mort du mécanicien et de trois spectateurs : deux soldats et un enfant.
Près de Montguyon, à la Combe-du-Loup, devant Arveyres, M. Stead, conducteur du no 18, est mortellement blessé à la suite d'une collision avec la voiture 96. Le mécanicien de M. Stead est également blessé.
À Arveyres, la voiture no 5, pilotée par Claude Loraine-Barrow, rencontre un chien, braque et vient percuter un arbre. Des deux hommes qui la conduisent, l'un, le mécanicien, est tué, l'autre, M. Loraine-Barrow, est dans un état désespéré. La voiture est en morceaux. Le chien a littéralement été réduit en bouillie.
Lucien Lesna, sur motocyclette Peugeot, est victime d'un accident. Sa fracture du genou mettra un terme à sa carrière de cycliste.

## Classement final

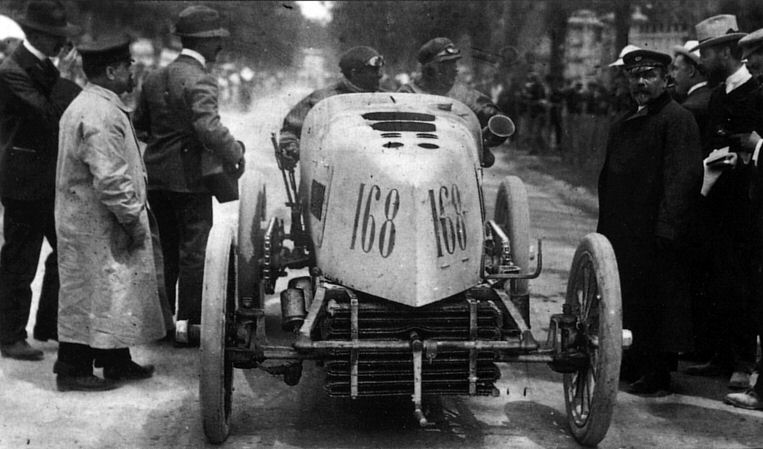
Fernand Gabriel, déclaré vainqueur, à bord de son automobile Mors Z.
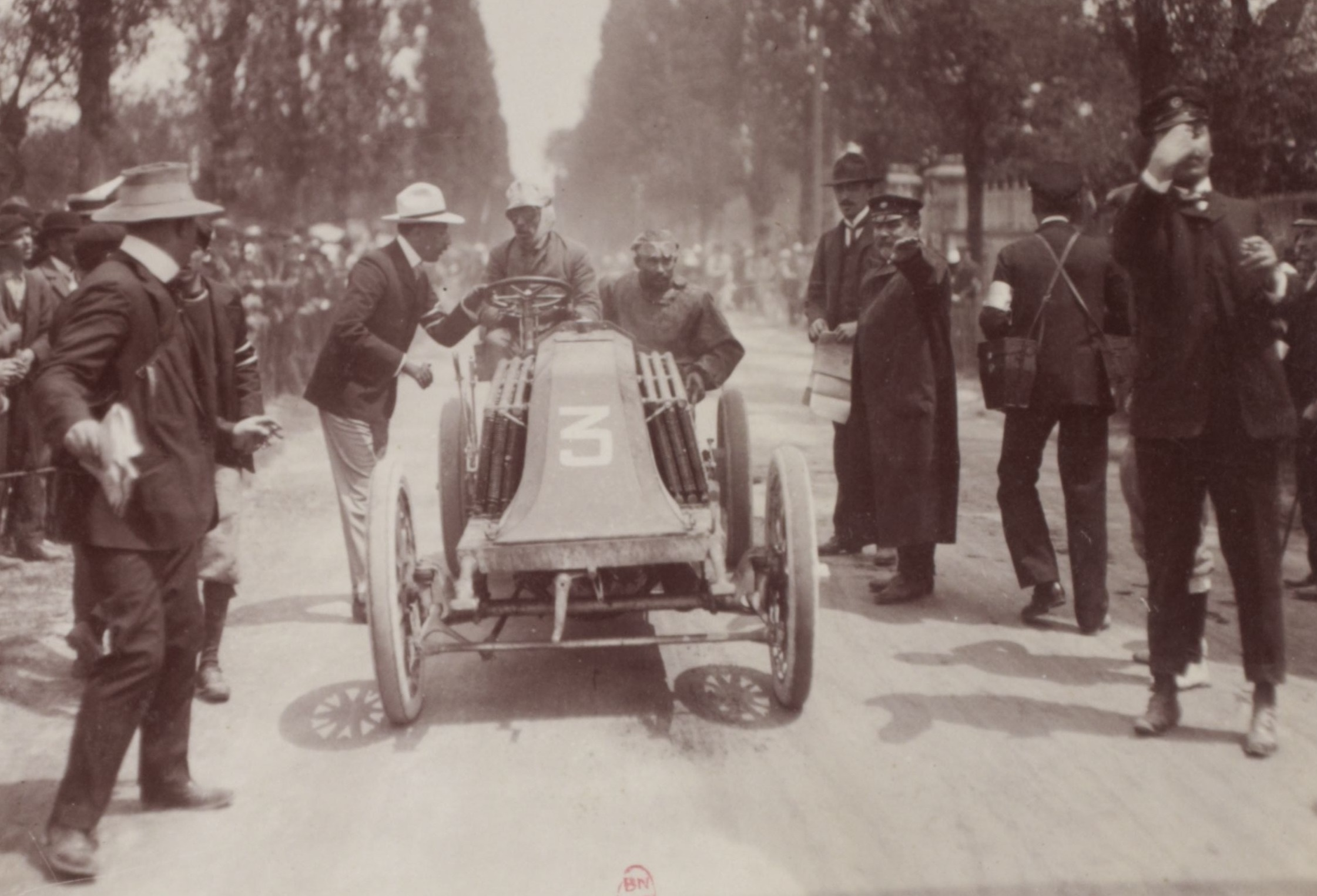
Louis Renault, deuxième au général à l'arrivée à Bordeaux.
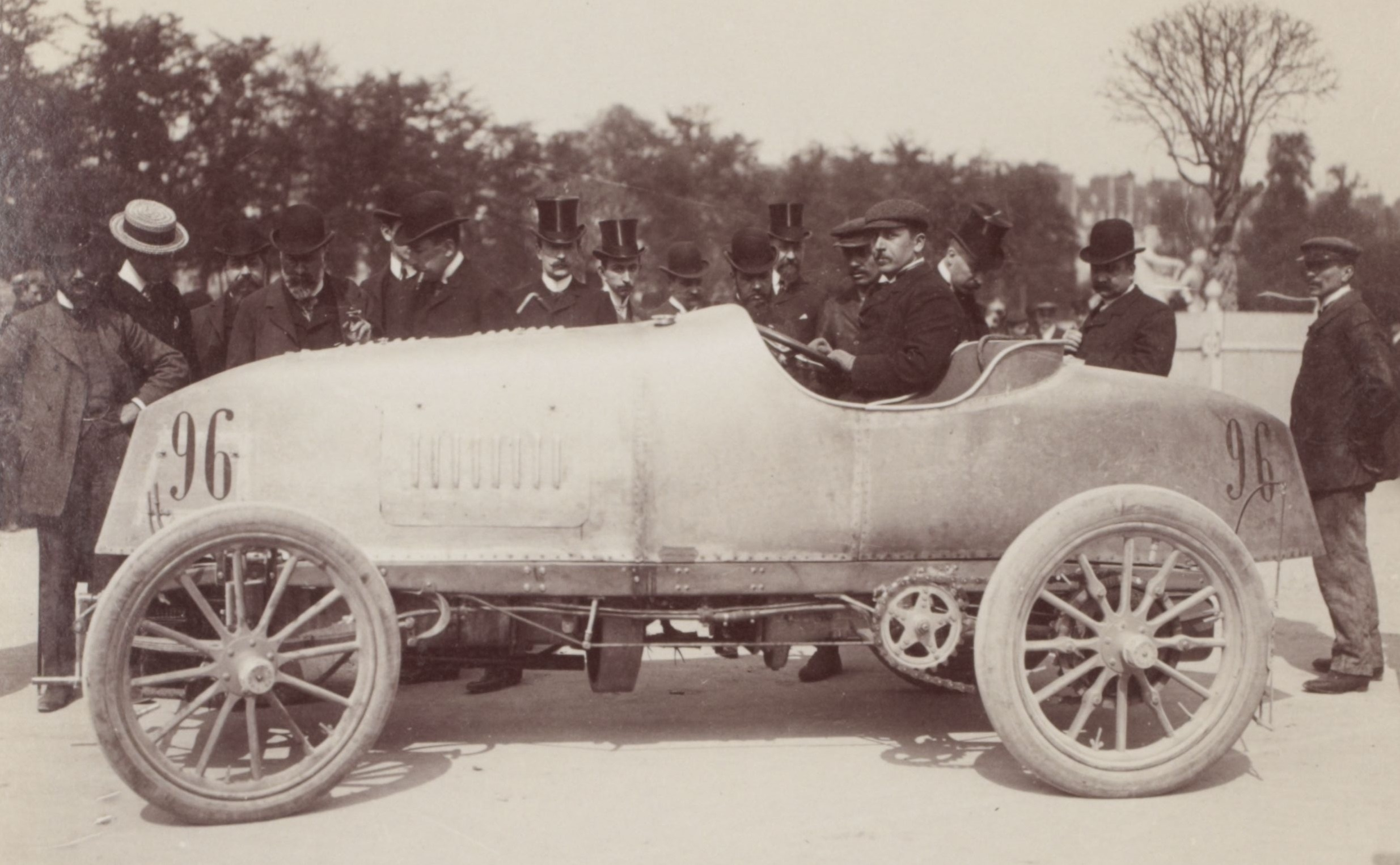
Jacques Salleron sur Mors Z au départ...
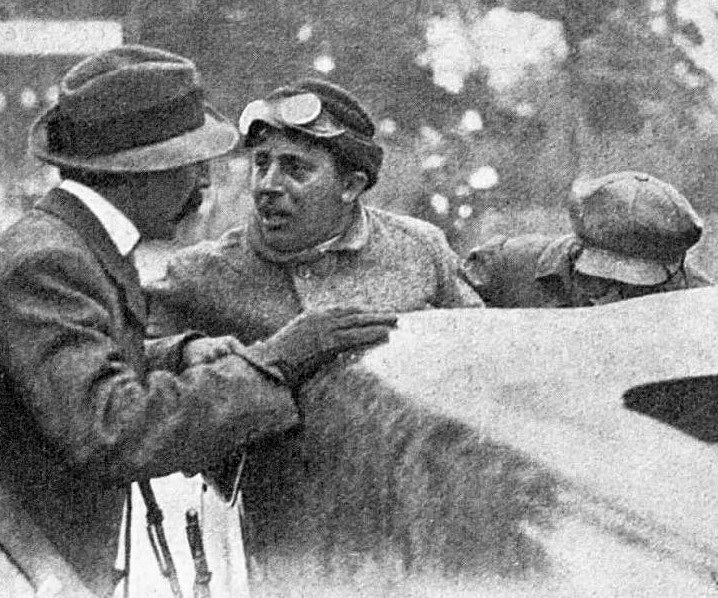
...et troisième à l'arrivée.
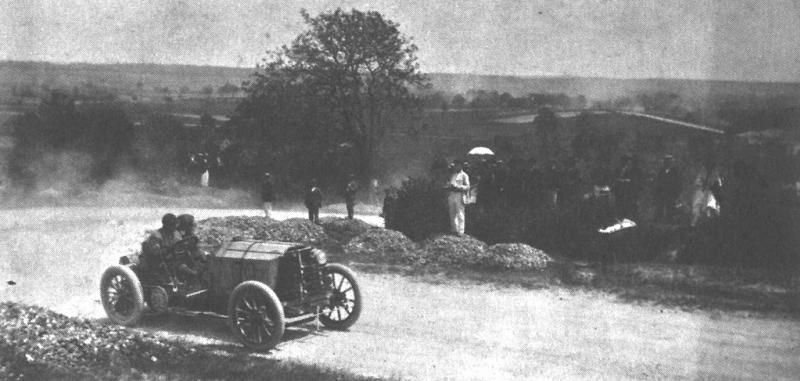
Henri Rougier, onzième sur Turcat-Méry 45HP.
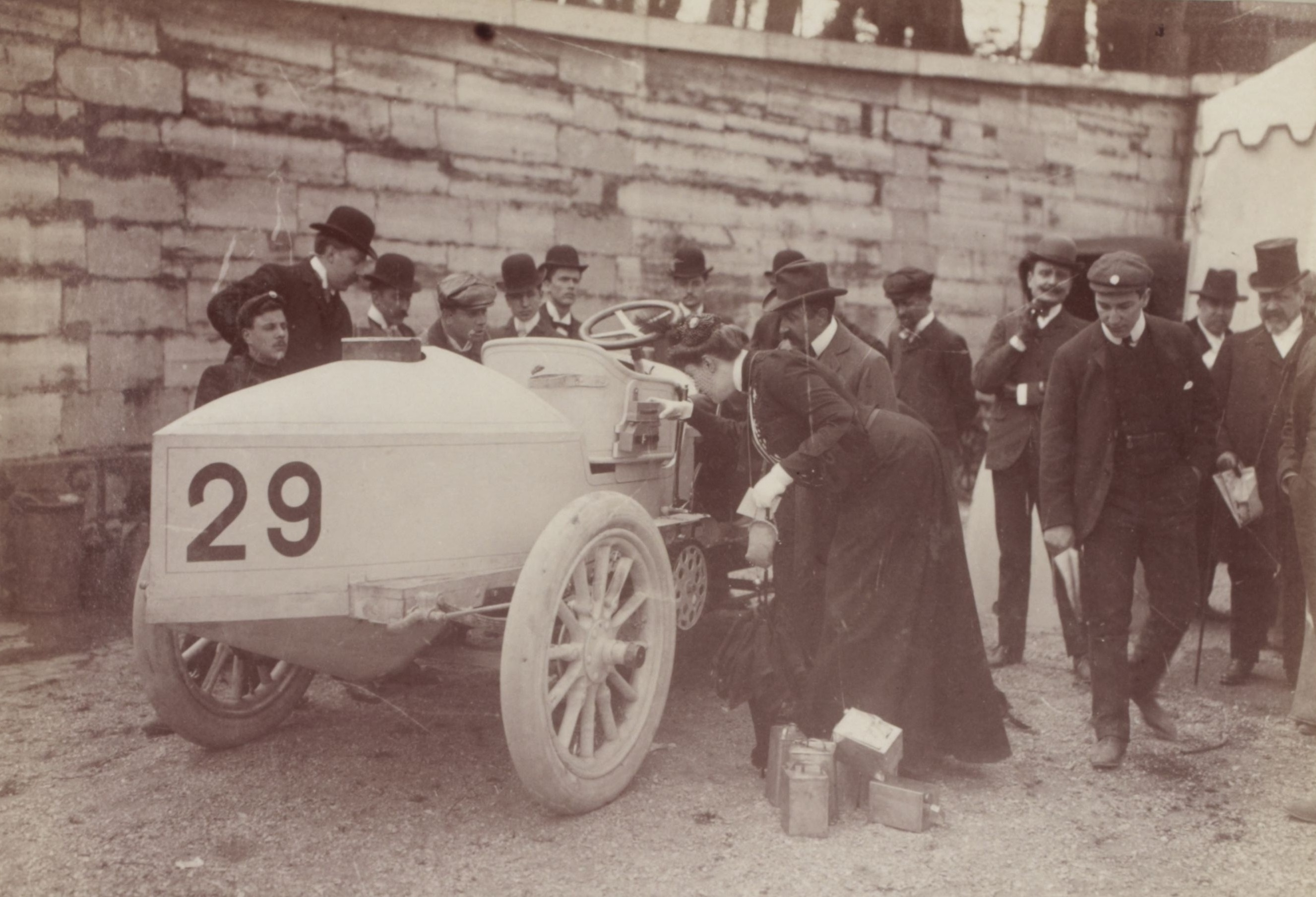
Camille du Gast au départ sur De Dietrich 30 hp...
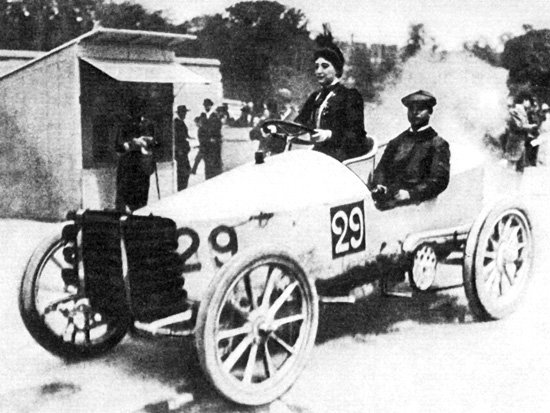
... puis durant la course.
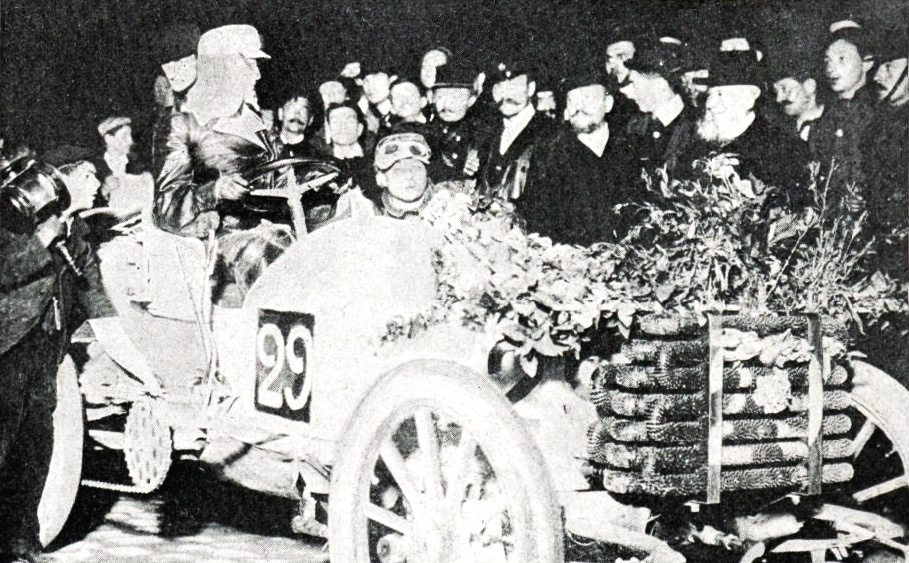
Camille du Gast, seul concurrent à la voiture fleurie, à son arrivée nocturne à Bordeaux.
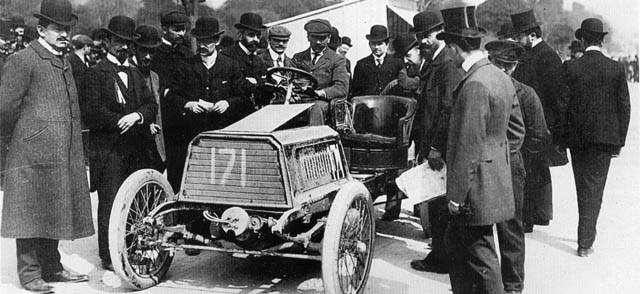
Henri Béconnais, sur Darracq 40 hp.
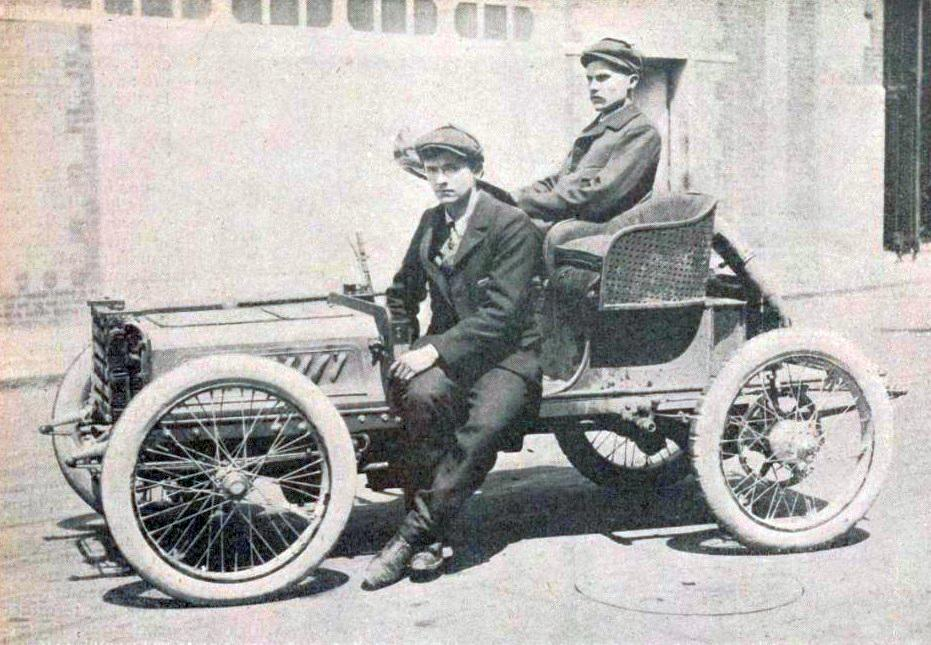
Masson, vainqueur de la catégorie Voiturettes sur Clément.
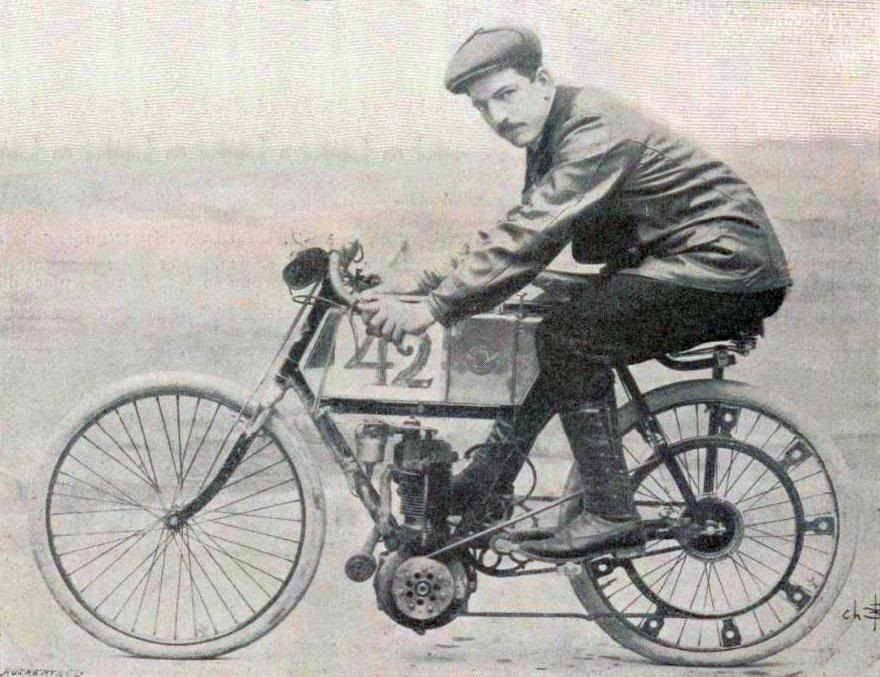
Auguste Bucquet, vainqueur des deux roues motorisées sur Werner.
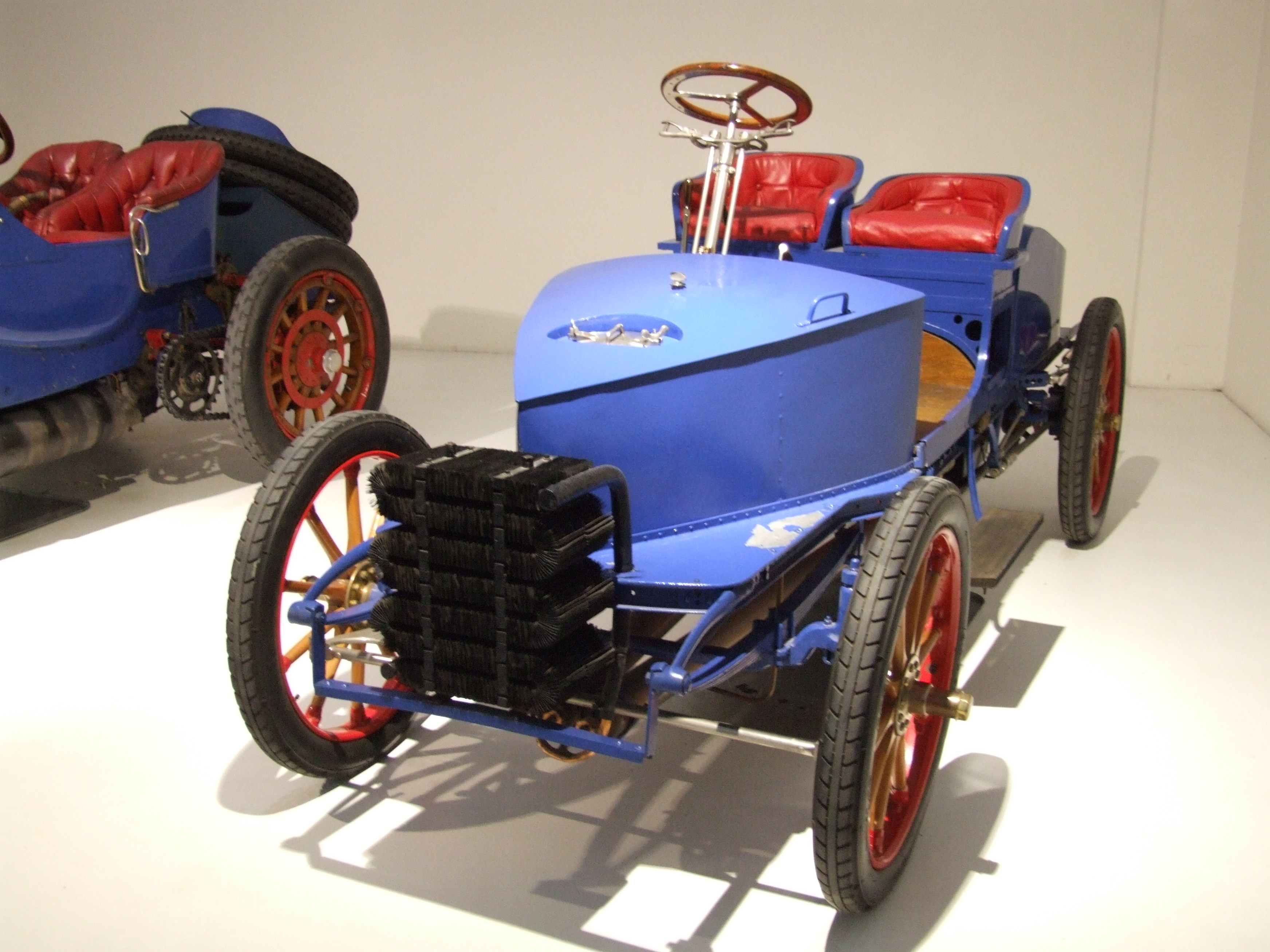
Une Serpollet Biplace Course Type H de 1902, ayant participé directement à la course.

| Rang | no  | Pilote                  | Voiture          | Temps/Abandon        |
| ---- | --- | ----------------------- | ---------------- | -------------------- |
| 1    | 168 | Fernand Gabriel         | Mors Z           | 5 h 14 min 31 s 2    |
| 2    | 3   | Louis Renault           | Renault AK       | + 15 min 8 s         |
| 3    | 96  | Jacques Salleron        | Mors Z           | + 32 min 31 s        |
| 4    | 1   | Charles Jarrott         | De Dietrich      | + 38 min 23 s 8      |
| 5    | 78  | Pierre de Crawhez       | Panhard 70       | + 39 min 40 s 2      |
| 6    | 99  | Johann B. Warden        | Mercedes         | + 40 min 59 s 6      |
| 7    | 153 | Carl Voigt              | CGV              | + 43 min 18 s        |
| 8    | 293 | « Gastaud »             | Mercedes         | + 46 min 44 s 8      |
| 9    | 205 | Achille Fournier        | Mors Z           | + 58 min 7 s 8       |
| 10   | 47  | Paul Baras              | Darracq          | + 58 min 49 s 6      |
| 11   | 69  | Henri Rougier           | Turcat-Méry      | + 1 h 2 min 36 s     |
| 12   | 112 | « Mouter »              | De Dietrich      | + 1 h 4 min 23 s 6   |
| 13   | 209 | Henri Page,             | Decauville       | + 1 h 4 min 37 s 2   |
| 14   | 86  | Camille Jenatzy         | Mercedes         | + 1 h 10 min 37 s 2  |
| 15   | 153 | « Max »                 | Mercedes         | + 1 h 24 min 4 s 2   |
| 16   | 185 | Maurice Augières        | Mors Z           | + 1 h 29 min 18 s 4  |
| 17   | 119 | Hubert le Blon          | Serpollet        | + 1 h 29 min 44 s 6  |
| 18   | 116 | Guy Berteaux            | Panhard 70       | + 1 h 32 min 44 s 8  |
| 19   | 128 | Victor Hémery           | Darracq          | + 1 h 42 min 22 s    |
| 20   | 292 | Edgar Braun             | Mercedes         | + 1 h 50 min 33 s 4  |
| 21   | 90  | « Chanliaud »           | Serpollet        | + 1 h 53 min 7 s 2   |
| 22   | 10  | Georges Teste           | Panhard 70       | + 1 h 58 min 37 s 2  |
| 23   | 111 | « Pellison »            | De Dion AD       | + 1 h 59 min 11 s 4  |
| 24   | 37  | « Masson »              | Clément          | + 2 h 0 min 14 s     |
| 25   | 195 | André Lavergne          | Mors Z           | + 2 h 8 min 18 s 4   |
| 26   | 4   | Léon Théry              | Decauville       | + 2 h 9 min 44 s 8   |
| 27   | 27  | Pierre de Caters        | Mercedes         | + 2 h 21 min 17 s 2  |
| 28   | 143 | Jules Barillier         | Richard-Brasier  | + 2 h 25 min 29 s 4  |
| 29   | 219 | Louis Rigolly           | Gobron-Brillié   | + 2 h 29 min 37 s 6  |
| 30   | 65  | Louis Wagner            | Darracq          | + 2 h 33 min 41 s 2  |
| 31   | 103 | Jacques Edmond          | Darracq          | + 2 h 37 min 53 s    |
| 32   | 150 | Jean-Émile Lamberjack   | Panhard 70       | + 2 h 45 min 43 s 6  |
| 33   | 94  | Jacques Guders          | Pipe             | + 2 h 48 min 55 s 2  |
| 34   | 85  | René de Brou            | De Dietrich      | + 2 h 49 min 19 s 2  |
| 35   | 173 | Jules Sincholle,        | Darracq          | + 2 h 50 min 36 s 2  |
| 36   | 39  | « Kohler »              | Mercedes         | + 2 h 51 min 19 s 6  |
| 37   | 106 | « Langlois »            | Panhard 70       | + 2 h 52 min 16 s 6  |
| 38   | 148 | « Combier »             | Richard-Brasier  | + 2 h 53 min 55 s    |
| 39   | 57  | « Holley »              | De Dion AD       | + 3 h 8 min 47 s 8   |
| 40   | 126 | « Van der Poele »       | Pipe             | + 3 h 10 min 35 s 6  |
| 41   | 81  | « Bardin »              | De Dion AD       | + 3 h 11 min 42 s 4  |
| 42   | 88  | Maurice Fournier        | Clément          | + 3 h 12 min 0 s 8   |
| 43   | 130 | « Birnbaum »            | Ader             | + 3 h 12 min 19 s 2  |
| 44   | 32  | « Legras »              | Passy-Thellier   | + 3 h 12 min 25 s    |
| 45   | 151 | Georges Osmont,         | Darracq          | + 3 h 16 min 9 s 2   |
| 46   | 315 | Marius Barbarou         | Benz             | + 3 h 22 min 12 s 8  |
| 47   | 271 | « Villain »             | Prunel           | + 3 h 24 min 7 s     |
| 48   | 218 | François Giraud         | CGV              | + 3 h 24 min 14 s    |
| 49   | 77  | Philippe Villemain      | Darracq          | + 3 h 28 min 36 s 6  |
| 50   | 187 | « Weisser »             | De Dion AD       | + 3 h 29 min 1 s 2   |
| 51   | 233 | « Rasson »              | Clément          | + 3 h 33 min 21 s 2  |
| 52   | 16  | « Valentin »            | Ader             | + 3 h 37 min 22 s 6  |
| 53   | 253 | « Chenu »               | « Chenu »        | + 3 h 38 min 18 s 6  |
| 54   | 19  | Jules Simon             | Ader             | + 3 h 42 min 46 s 2  |
| 55   | 140 | « Sommier »             | Ader             | + 3 h 45 min 59 s 2  |
| 56   | 148 | « Gavaris »             | Panhard 70       | + 3 h 52 min 1 s 6   |
| 57   | 182 | Henri Loste             | CGV              | + 3 h 59 min 53 s 8  |
| 58   | 53  | Fernand Charron         | CGV              | + 4 h 2 min 21 s 4   |
| 59   | 204 | « D'Udekem »            | Serpollet        | + 4 h 7 min 15 s 4   |
| 60   | 31  | Jean-Marie Corre        | Corre            | + 4 h 7 min 19 s 2   |
| 61   | 131 | « D'Houdeauville »      | Passy-Thellier   | + 4 h 11 min 0 s 2   |
| 62   | 36  | Otto Hieronimus         | Mercedes         | + 4 h 17 min 13 s 8  |
| 63   | 272 | « Versein »             | Motobloc         | + 4 h 25 min 15 s 8  |
| 64   | 225 | Arthur Duray            | Gobron-Brillié   | + 4 h 26 min 29 s 8  |
| 65   | 262 | Robert d'Hespel         | Corre            | + 4 h 31 min 53 s 8  |
| 66   | 278 | « Durand »              | Mors Z           | + 4 h 36 min 11 s 2  |
| 67   | 158 | Carel van der Heyden    | Panhard 70       | + 4 h 36 min 41 s    |
| 68   | 52  | « Turr »                | Panhard 70       | + 4 h 42 min 47 s 2  |
| 69   | 34  | « Degrais »             | Mercedes         | + 4 h 49 min 9 s 2   |
| 70   | 196 | « Lafont »              | De Dietrich      | + 4 h 57 min 55 s 6  |
| 71   | 201 | « Olliver »             | Serpollet        | + 5 h 1 min 39 s 4   |
| 72   | 200 | Pierre Gautier          | Ader             | + 5 h 10 min 55 s    |
| 73   | 175 | Gustave Caillois        | Serpollet        | + 5 h 11 min 56 s 2  |
| 74   | 227 | « Holder »              | Panhard 70       | + 5 h 17 min 31 s    |
| 75   | 82  | A. Koechlin             | Gobron-Brillié   | + 5 h 18 min 32 s 8  |
| 76   | 44  | Luigi Storero           | Fiat             | + 5 h 31 min 36 s 8  |
| 77   | 29  | Camille du Gast         | De Dietrich      | + 5 h 36 min 36 s 2  |
| 78   | 192 | « Maillard »            | Richard-Brasier  | + 5 h 43 min 12 s 2  |
| 79   | 274 | E. Dombret              | Motobloc         | + 5 h 43 min 48 s 2  |
| 80   | 321 | Julius Beutler          | De Dietrich      | + 6 h 7 min 13 s 8   |
| 81   | 223 | « Aaron »               | Corre            | + 6 h 8 min 51 s     |
| 82   | 50  | « Comiot »              | CGV              | + 6 h 12 min 50 s 8  |
| 83   | 232 | Philippe Dernier        | Clément          | + 6 h 18 min 52 s 4  |
| 84   | 46  | Louis Gasté             | Automotrice      | + 6 h 31 min 38 s 8  |
| 85   | 15  | « Lebertré »            | De Dion AD       | + 6 h 37 min 27 s 8  |
| 86   | 276 | « Flouret »             | Bolide           | + 6 h 42 min 18 s 8  |
| 87   | 226 | « De Boisse »           | « De Boisse »    | + 6 h 46 min 23 s 8  |
| 88   | 102 | « Deniot »              | Henriod          | + 7 h 9 min 2 s 2    |
| 89   | 300 | « Davaud »              | Prospert-Lambert | + 7 h 11 min 8 s 8   |
| 90   | 263 | « Person »              | Corre            | + 7 h 18 min 0 s 8   |
| 91   | 28  | « Quinzeaut »           | Ader             | + 7 h 20 min 48 s    |
| 92   | 55  | S. Ribes                | Panhard 70       | + 7 h 38 min 45 s 2  |
| 93   | 73  | Philippe d'Aubignose    | Ader             | + 7 h 50 min 52 s 8  |
| 94   | 94  | « Pagliano »            | Prospert-Lambert | + 8 h 13 min 8 s 8   |
| 95   | 217 | « Amblard »             | Mors Z           | + 8 h 25 min 48 s 8  |
| 96   | 273 | C. Dombret              | Motobloc         | + 8 h 55 min 10 s 8  |
| 97   | 282 | « Lillie »              | Serpollet        | + 9 h 28 min 30 s 8  |
| 98   | 307 | « Dupeux »              | « De Boisse »    | + 11 h 3 min 38 s 8  |
| 99   | 121 | « Rulot »               | Serpollet        | + 15 h 42 min 32 s 8 |
| Abd. | 249 | « Alard »               | « Boulet »       |                      |
| Abd. | 303 | « Gabran »              | Boyer            |                      |
| Abd. | 304 | Henri Loste             | Boyer            |                      |
| Abd. | 23  | « Tourand »             | Brouhot          | Accident             |
| Abd. | 92  | Léonce Girardot         | CGV              |                      |
| Abd. | 35  | Edmond Chaboche         | Chaboche         |                      |
| Abd. | 117 | Robert                  | Chaboche         |                      |
| Abd. | 254 | Kolb-Bernard            | « Chenu »        |                      |
| Abd. | 62  | Civelli de Bosch        | Clément          |                      |
| Abd. | 41  | Paul Vonlatum           | Clément          |                      |
| Abd. | 136 | René Hanriot            | Clément          |                      |
| Abd. | 164 | « Durand »              | Corre            |                      |
| Abd. | 180 | « Buchillet »           | Corre            |                      |
| Abd. | 266 | « Coquard »             | Corre            |                      |
| Abd. | 288 | « Rophé »               | Darracq          |                      |
| Abd. | 171 | Jean-Philippe Béconnais | Darracq          |                      |
| Abd. | 49  | « Gras »                | De Dietrich      | Accident             |
| Abd. | 18  | Phil Stead              | De Dietrich      | Accident mortel      |
| Abd. | 125 | « Delaney »             | De Dietrich      | Accident             |
| Abd. | 5   | Claude Lorraine-Barrow  | De Dietrich      | Accident mortel      |
| Abd. | 144 | Louis Loste             | De Dion AD       |                      |
| Abd. | 45  | « Journu »              | De Dion AD       |                      |
| Abd. | 135 | Victor Collignon        | De Dion AD       |                      |
| Abd. | 207 | Franz Ullmann           | Decauville       |                      |
| Abd. | 202 | « Mestayer »            | Decauville       |                      |
| Abd. | 166 | « De Bay »              | « Européenne »   |                      |
| Abd. | 211 | Vincenzo Lancia         | Fiat             |                      |
| Abd. | 246 | « Jousse »              | Fouillaron       |                      |
| Abd. | 247 | « Charin »              | Fouillaron       |                      |
| Abd. | 26  | Georges Richard         | Georges Richard  | Accident             |
| Abd. | 313 | « Gibert »              | Gillet-Forest    |                      |
| Abd. | 194 | Auguste Fraignac        | Gobron-Brillié   |                      |
| Abd. | 70  | Philippe Tavenaux       | Gobron-Brillié   |                      |
| Abd. | 93  | « Gosset »              | Henriod          |                      |
| Abd. | 314 | « Darzens »             | Henriod          |                      |
| Abd. | 71  | « Achille »             | Henriod          |                      |
| Abd. | 161 | « Provost »             | Henriod          |                      |
| Abd. | 14  | Wilhelm Werner          | Mercedes         |                      |
| Abd. | 114 | Foxhall Keene           | Mercedes         |                      |
| Abd. | 290 | Terry                   | Mercedes         |                      |
| Abd. | 279 | « D'Arnaud »            | Mors Z           |                      |
| Abd. | 172 | « Jeandré »             | Mors Z           |                      |
| Abd. | 80  | « Léger »               | Mors Z           |                      |
| Abd. | 7   | Henri Fournier          | Mors Z           |                      |
| Abd. | 68  | Baron de Forest         | Mors Z           | Accident             |
| Abd. | 60  | William Vanderbilt      | Mors Z           | Accident             |
| Abd. | 48  | Victor Rigal            | Mors Z           |                      |
| Abd. | 138 | Mark Mayhew             | Napier 50        | Accident             |
| Abd. | 2   | René de Knyff           | Panhard 70       |                      |
| Abd. | 51  | Henri Farman            | Panhard 70       | Accident             |
| Abd. | 59  | Charles Rolls           | Panhard 70       | Accident             |
| Abd. | 97  | George Heath            | Panhard 70       |                      |
| Abd. | 38  | Maurice Farman          | Panhard 70       |                      |
| Abd. | 186 | « Efgée »               | Panhard 70       |                      |
| Abd. | 183 | « Gondoin »             | Panhard 70       |                      |
| Abd. | 11  | Jean-Jacques Thellier   | Passy-Thellier   |                      |
| Abd. | 228 | « Sanz »                | Passy-Thellier   |                      |
| Abd. | 43  | Lucien Hautvast         | Pipe             |                      |
| Abd. | 40  | Pierre Rivierre         | Pipe             |                      |
| Abd. | 298 | « Blazy »               | Prospert-Lambert |                      |
| Abd. | 301 | Pierre Lambert          | Prospert-Lambert |                      |
| Abd. | 118 | « Brun »                | Prunel           |                      |
| Abd. | 229 | « Robert »              | Prunel           |                      |
| Abd. | 54  | « Creuille »            | Renault AK       |                      |
| Abd. | 113 | « Seret »               | Renault AK       |                      |
| Abd. | 137 | « Richez »              | Renault AK       |                      |
| Abd. | 184 | « Cormier »             | Renault AK       |                      |
| Abd. | 152 | Henri Tart              | Renault AK       |                      |
| Abd. | 157 | « Hugé »                | Renault AK       |                      |
| Abd. | 197 | « Louvet »              | Renault AK       |                      |
| Abd. | 129 | Georges Grus            | Renault AK       |                      |
| Abd. | 63  | Marcel Renault          | Renault AK       | Accident mortel      |
| Abd. | 255 | « Foster »              | Wolseley 30      |                      |
| Abd. | 243 | « Porter »              | Wolseley 30      | Accident mortel      |
| Abd. | 214 | « Austin »              | Wolseley 30      |                      |
| Abd. | 22  | Sidney Girling          | Wolseley 30      |                      |

(nota bene : le vainqueur de la catégorie deux roues motorisées est Auguste Bucquet sur Werner, devant Léon Demester sur Alcyon)
Légende :
- ABD.=Abandon
- Après l'accident de Marcel Renault, toutes les voitures Renault encore en course abandonneront.